# Фішель Роттенштрайх
Фізель Роттенштрайх також Ефраїм Фізель Роттенштрех (івр. פישל רוטנשטרייך; пол. Fiszel Rottenstreich; 1880 або 28 травня 1882, Коломия — 7 липня 1938, Єрусалим) — польський юрист, політик і публіцист єврейської національності. Педагог, громадський діяч, сіоніст, сенатор 1-ї каденції та депутат 3-ї каденції Сойму Польської Республіки.

## Життєпис
Народився в Коломиї. У цьому місті він закінчив середню школу і був організатором гуртків Бейтар. Вивчав філософію та германістику у Львівському університеті. Він переїхав до Відня, щоб вивчати економіку у Віденському університеті. Працював учителем середньої школи в Самборі. Входив до місцевої кагальної ради. 
У період ЗУНР входив до Єврейської національної ради. Після остаточної окупації Галичини поляками, Фізель  Ротенштрайх був заарештований і ув'язнений.
У 1922—1927 роках мав сенатський, а в 1930—1935 роках — парламентський мандат. У парламенті займався переважно економічними питаннями. Був членом Сіоністської організації Східної Малопольщі. У 1935 році він став директором Департаменту торгівлі, промисловості та казначейства Всесвітньої сіоністської організації.
Помер в Єрусалимі. Його поховали на цвинтарі на Оливній горі.
Батько філософа Натана Ротенштрайха (1914-1993).